# Rhopalizus coeruleus
Rhopalizus coeruleus är en skalbaggsart. Rhopalizus coeruleus ingår i släktet Rhopalizus och familjen långhorningar.

## Underarter
Arten delas in i följande underarter:
- R. c. coeruleus
- R. c. tessmanni